# Битва при Эль-Геттаре
Битва при Эль-Геттаре (англ. Battle of El Guettar) — ряд боёв между войсками группы армий «Африка» генерала Ханса-Юргена фон Арнима, а также 1-й итальянской армией генерала Джованни Мессе и 2-м американским корпусом генерал-лейтенанта Джорджа Паттона, происходившие на юге центральной части Туниса 17 марта – 3 апреля 1943 года во время Тунисской кампании Второй мировой войны. Первое сражение, в котором американские войска смогли победить опытные немецкие танковые войска.

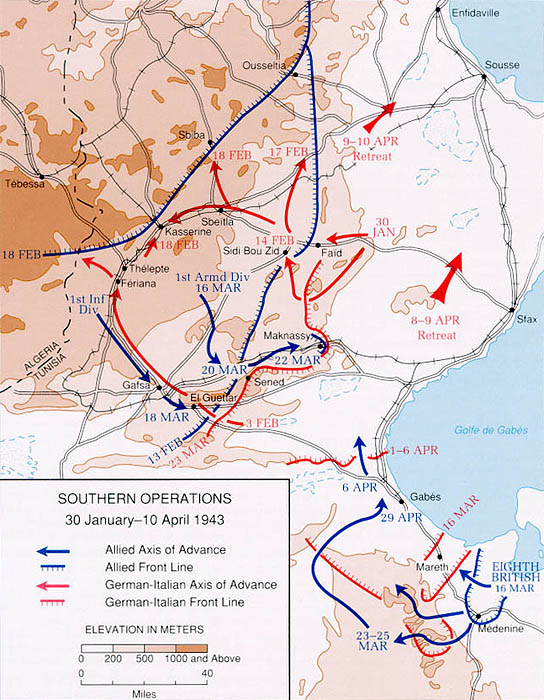
Кампания в Тунисе. Операции 8-й армии с 30 января по 10 апреля 1943 года

## Ход боёв
6 марта 1943 года 2-м корпусом войск США стал командовать Джордж Паттон. 17 марта 1943 года 1-я пехотная дивизия США взяла город Гафса в Тунисе, который стал базой снабжения для будущих операций. 18 марта рейнджеры под командованием полковника Дарби заняли город Эль-Геттар и его оазис, захватив 200 итальянских пленных. В ответ на это немцы подготовили контратаку 10-й танковой дивизии генерала Фридриха фон Бройха.
Наступление началось в 7 часов утра 23 марта с атаки 10-й танковой дивизии. Немецкие танки, обстреливаемые американской артиллерией и противотанкистами, расположенными в горах Мчелтар и Джебель Берда, первоначально продвигались быстро, но замедлили ход, когда было обнаружено, что местность заминирована. 
Понеся тяжелые потери и потеряв 38 танков (30 от огня артиллерии и истребителей танков и 8 от подрыва на минах), немцы решили отступить,  
В тот же день в 6 часов вечера они предприняли вторую попытку при поддержке с воздуха и итальянской 131-й танковой дивизии. Вторая атака также не увенчалась успехом, поэтому 10-я танковая дивизия отошла к Габесу. 
Американские войска предприняли атаки на дорогу на Габес, но были остановлены из-за отсутствия координации между воздушными и наземными силами.
28 марта 8-я армия США захватила Эль-Хамму, заставив войска Оси оставить Габес и отойти к оборонительным позициям на холмах к западу от Энфидавиля.